# Понга (приток Унжи)
Понга — река в Кологривском районе Костромской области России, правый приток Унжи. Длина реки составляет 73 км (от истока Сехи — 107 км), площадь водосборного бассейна — 824 км².
Высота истока — 139 м над уровнем моря. Высота устья — 114 м над уровнем моря.
Образуется слиянием рек Лондушка и Сеха. Устье реки находится в 330,4 км по правому берегу Унжи (вблизи посёлков Борок и Даравка). Леса по берегам реки включены в состав заповедника Кологривский лес.

## Притоки
(расстояние от устья)
- 13 км: река Корманга (пр)
- 25 км: река Каменка (пр)
- 42 км: река Родля (лв)
- 52 км: река Холоповка (пр)
- 73 км: река Лондушка (пр)
- 73 км: река Сеха (лв)

## Данные водного реестра
По данным государственного водного реестра России относится к Верхневолжскому бассейновому округу, водохозяйственный участок реки — Унжа от истока до устья, речной подбассейн реки — Бассейн притоков Волги ниже Рыбинского водохранилища до впадения Оки. Речной бассейн реки — (Верхняя) Волга до Куйбышевского водохранилища (без бассейна Оки).
Код объекта в государственном водном реестре — 08010300312110000015259.